# Vla
Vla is een dikvloeibaar Nederlands zuivelproduct, gemaakt van verse koemelk met toevoegingen die de viscositeit tot die van yoghurt verhogen. Het heeft wat weg van pudding, maar is minder stroperig (minder viskeus).

## Samenstelling en bereiding
Volgens de Nederlandse Warenwet moet zetmeel een kenmerkend bestanddeel zijn en de samenstelling moet ten minste voor 50% uit koemelk bestaan. Het melkvetgehalte moet ten minste 2,6% bedragen.
Traditioneel wordt vla gemaakt van gekookte melk met custard of met een combinatie van eieren, maïzena en vanille. Aan beide varianten wordt suiker toegevoegd. De vla in de winkel is over het algemeen met andere verdikkingsmiddelen gemaakt.

## Dun worden
Vla kan dun worden als er speeksel in komt. Het zetmeel in de vla bindt het vocht zodat het dik is. In speeksel zit het enzym amylase, dat zorgt voor de afbraak van zetmeel, waardoor ook de vochtbindende werking ophoudt en de vla dun en vloeibaarder wordt.

## Voorkomen
Vla bestond oorspronkelijk alleen in Nederland en Suriname. In 2006 werd langzaam ook in Duitsland vla geïntroduceerd, onder de Nederlandse naam 'vla' aangezien er geen oorspronkelijk Duits woord voor bestaat. In 2013 heeft Campina vla ook in België geïntroduceerd onder de naam vla / crème dessert.
In 1970 liet Daniel Carasso zich door de Nederlandse vla inspireren om een smeuïger recept voor de Franse markt te formuleren en creëerde de Danette (merk van Danone) die tegenwoordig vooral in België en Frankrijk op de markt wordt gebracht.

## Soorten
Tegenwoordig zijn er veel soorten vla in diverse smaken te verkrijgen:
- vanillevla met toegevoegde vanilline en een lichtgele kleur
- blanke vla met een lichtere kleur dan vanillevla en toegevoegde custard en neutrale smaak
- chocoladevla met toegevoegde cacao in een donkerbruine kleur
- hopjesvla met toegevoegde koffie-extracten in een middelbruine kleur
- karamelvla met toegevoegde karamelsuiker in een geelbeige kleur
- vruchtenvla met fruitextracten als frambozenvla, bananenvla, perzikvla of appelkaneelvla
- chipolatavla en bitterkoekjesvla

Enkele soorten vla, zoals oranjevla en wintervla, zijn slechts op bepaalde momenten van het jaar te verkrijgen. Bij dubbelvla worden twee smaken in een pak gedaan. Mits het pak vla niet wordt geschud komen beide smaken en kleuren naast elkaar uit het pak bij het uitgieten.

## Nuttiging
Vla kan worden genuttigd in combinatie met moccaschuim, bitterkoekjes, appelmoes, bananen, hagelslag/vruchtenhagel en vele andere etenswaren. Een andere combinatie is vanillevla met aalbessen. Een nagerechtvariant met vla is de vlaflip.
In het Limburgs wordt het woord vla soms ook gebruikt om Limburgse vlaai mee aan te duiden.
Limburgers spreken dan ook vaak over pudding. Ook in Noord-Brabant en Vlaanderen wordt de benaming 'pudding' voor vla vaak gebruikt.

## Herkomst begrip
Het woord 'vla' is waarschijnlijk gerelateerd aan Limburgse woord vlaai. In de 13e eeuw werd het woord vlade voor het eerst in schrift gebruikt. Het betekende toen 'dunne brede koek'. Drie eeuwen later vervormde het woord vlade in sommige gebieden via vlae naar vlaai, terwijl het in andere gebieden naar vla overging. De vlaai in de vorm van een gebak werd gevuld met een compote of een zuivelproduct, maar in het westen van Nederland is men de zuivelvulling van de vlaai, die ook wel apart gegeten werd, zelf vla gaan noemen.